# Сражение при Гус-Грин
Сражение при Гус-Грин — первое крупное сражение Фолклендской войны, произошедшее 28 мая и 29 мая 1982 года. Завершилось победой британских сил.

## Предпосылки
Гус-Грин — небольшое поселение на острове Восточный Фолкленд. Само по себе это поселение не представляло стратегической ценности, однако в нём находились аргентинские подразделения, а также взлётно-посадочная полоса, что делало Гус-Грин потенциальной угрозой с юга для британского плацдарма в Сан-Карлосе после начала десантной операции 21 мая 1982 года. В связи с этим британское командование приняло решение захватить Гус-Грин.

## Сражение
27 мая к населённому пункту выдвинулся 2-й батальон Парашютного полка, элитного подразделения армии Британии. Атака началась ночью 28 мая. Аргентинцы оказали упорное сопротивление. Пытаясь лично возглавить захлебнувшуюся атаку, погиб командир 2-го батальона подполковник Джонс (впоследствии он был удостоен высшей воинской награды Британии — Креста Виктории). Несмотря на тяжёлые потери, британцам к исходу дня удалось занять подступы к Гус-Грин, окружив аргентинцев в самом посёлке. Перед наступлением ночи командир 2-го батальона майор Крис Кибл направил к командиру Гус-Грина двух военнопленных — сержантов аргентинских ВВС с условиями капитуляции.

«ВОЕННЫЕ УСЛОВИЯ
Мы посылаем к вам пленных под белым флагом для передачи вам следующих условий:
1. Чтобы вы безоговорочно сдали нам свои войска, оставив город, сформировав людей в военном порядке, сняли свои каски и сложили своё оружие. Вы можете предупредить нас о таком намерении вернув нам пленного под белым флагом, кратко проинструктировав его о формальностях не позднее 20:30 по местному времени.
2. Вы можете отвергнуть [наше] первое условие о сдаче и принять неизбежные последствия. Вы можете предупредить нас о таком намерении, вернув нам пленного без флага (всё же его нейтральность будет нами соблюдена) не позднее 20:30 по местному времени.
3. В [этом] случае в соответствии с условиями Женевской конвенции и по законам войны вы будете нести ответственность за судьбы всех гражданских лиц в Дарвине и Гус-Грине, а мы в соответствии с этими условиями предупреждаем вас о нашем намерении бомбить Дарвин и Гус-Грин.
К. Кибл
Командир британских сил»
Оригинальный текст (англ.)
"MILITARY OPTIONS
We have sent a PW to you under a white flag of truce to convey the following military options:
1. That you unconditionally surrender your force to us by leaving the township, forming up in a military manner, removing your helmets and laying down your weapons. You will give prior notice of this intention by returning the PW under a white flag with him briefed as to the formalities by no later than 0830 hrs local time.
2. You refuse in the first case to surrender and take the inevitable consequences. You will give prior notice of this intention by returning the PW without his flag (although his neutrality will be respected) no later than 0830 hrs local time.
3. In the event and in accordance with the terms and conditions of the Geneva Convention and Laws of War you will be held responsible for the fate of any civilians in Darwin and Goose Green and we in accordance with these terms do give notice of our intention to bombard Darwin and Goose Green.
C KEEBLE
Commander of British Forces"

Аргентинский командир подполковник Пьядджи получил от высшего командования сообщение о невозможности какой-либо помощи и приказ держаться до конца. Не видя смысла в продолжении заведомо проигранного сражения, 29 мая Пьядджи капитулировал.

## Итог
Около 1000 аргентинцев было взято в плен. Это была первая наземная победа Британии в ходе Фолклендской войны.
После боя вопреки пожеланиям солдат, которые хотели видеть своим командиром майора Кибла, командование 2-м батальоном принял прибывший из Британии подполковник Давид Роберт Чендлер. После войны Кибл был отмечен отдельным служебным приказом. Он закончил свою военную карьеру в звании полковника.
Командовавший аргентинскими силами в Гус-Грин подполковник Итало Анхель Пьядджи по возвращении из плена был разжалован и с позором уволен из армии. В 1986 он написал книгу «Ganso Verde» («Гус-Грин»), где он объяснял свои решения в ходе войны, а также подверг критике недостатки тылового обеспечения со стороны аргентинского командующего в Стэнли. Он установил, что им придали только 28 % от предназначенного оружия, включая артиллерию, миномёты и пулемёты.